# Gvirc
Gvirc ist ein Getränk, das mit Honig hergestellt wird. Zunächst entsteht die sogenannte Medovina, die ca. 2–3 % Alkohol enthält (kroat. med, ‚Honig‘). Nach weiterer Verarbeitung erhält man den Gvirc, der in etwa der Stärke eines Weines entspricht, also ca. 10–12 % Alkohol enthält. Beide Getränke werden kalt und mit Eis serviert und wirken daher sehr erfrischend. Medovina und Gvirc werden insbesondere im Međimurje und im Hrvatsko Zagorje, also im Norden Kroatiens genossen. Diese süßen Getränke werden insbesondere bei Kirchweihfesten (Proštenje) oder Wallfahrten getrunken.

## Belege
1. ↑  Gvirc/Medovina. In: croatia.hr. Abgerufen am 8. Juni 2025.
2. ↑  Gvirc: Was ist Gvirc oder Medovina? In: gospodarski.hr. Wirtschaftsblatt AG, abgerufen am 8. Juni 2025 (kroatisch).
3. ↑  Gvirc. In: tasteatlas.com. Abgerufen am 8. Juni 2025 (englisch).